# Fracanzano da Montalboddo

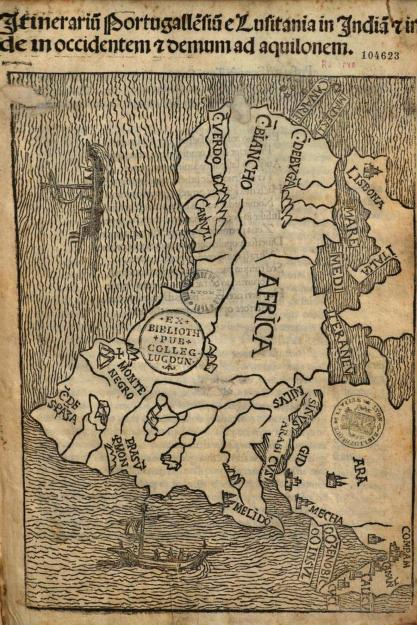

Fracanzano da Montalboddo ist Herausgeber der 1507 in Vicenza gedruckten Anthologie Paesi novamente retrovati, der ersten gedruckten, umfassenden Sammlung von Entdeckerberichten der frühen Neuzeit.
Erstmals wird er in Vicenza in einem Testament vom 12. August 1495 als „francisco .q. vitalis de monte alboto marchiae anconitanae professore grammaticae“ erwähnt; Monte Alboto ist identisch mit dem heutigen Ostra in der Provinz Ancona. 1499 gab er das lateinische Lehrwerk De nuptiis Philologiae et Mercurii von Martianus Capella heraus. Dieses wurde, wie später auch die Paesi novamente retrovati, bei Enrico Ca’ Zeno in Vicenza gedruckt. Im Vorwort tritt er als „Francisc[us] Vitalis Bodian[us]“ in Erscheinung, in einem Brief an den venezianischen Drucker Aldo Manuzio unterzeichnet er mit „Franciscus Vitalis Bodianus tuus cognomento Fracantianus“; er spricht dort eine Tätigkeit als Privatlehrer an. In den Libri degli Estimi von Vicenza ist er in den Jahren 1505 und auch noch 1519 aufgeführt, er wird dort als „grammatico“ bzw. „profesori de gramaticha“ verzeichnet.